# Димка (одяг)
Ди́ма, ди́мка (тур. dimi, грец. δίμιος, δίμιον) — рід домотканого каніфасу, грубе полотно з конопель, яке ткали в пасма (смужку) з геометричним орнаментом, чергуючи сині та білі смуги. Спідниці виготовлені з такого полотна називали димкою (димою). До таких спідниць носили білі полотняні запаски (фартушки) та крайки. Димку носили на будній день міщанки по всій Україні, а також просте населення (н-д. бойки, подоляни).
Димка (мальованка) — спідниця із саморобного полотна з вибійчаним малюнком. Була поширена в центральних і західних областях України. Вибійка - старовинний промисел у 19 ст., фахівці називалися димкарями. Як правило, це були євреї, які у вільний від польових робіт час їздили від села до села, пропонуючи послуги. Зупиняючись у корчмі, димкар посилав помічника на коні - оголошувати по селу про його прибуття. І тоді жінки несли сире або напіввибілене полотно для вибійки, з якого пізніше шили спідниці-димки, катанки, куртки. Димкар пропонував зразки вибійки на папері, а по вибраному мотиві діставав дошки з різьбою, намащував на дошки щіткою фарбу і притискав дошки до полотна і так до кінця усього полотна. Ця робота тривала декілька хвилин і коштувала 3-4 копійки. Фарба висихала досить швидко, і таку спідницю можна було прати та золити - і фарба при цьому не линяла.